# 北隨安左郡
北随安左郡，中国南北朝时设置的郡。
南朝齐武帝永明八年（490年）之前置北随安左郡，属司州。治所在济山县（今湖北省随州市北八十里唐县镇），下辖济山县、油潘县。与東隨安左郡相区别称之为北随安左郡。南梁改为北隨郡。